# Cañuelas Fútbol Club
El Cañuelas Fútbol Club es un club de fútbol argentino, con sede en Cañuelas, ciudad cabecera del partido homónimo en la Provincia de Buenos Aires. Su fundación data del 1 de enero de 1911 y su estadio es el Jorge Alfredo Arín, cuya capacidad es de 1.500 personas. Actualmente se desempeña en la Primera C, cuarta categoría del fútbol argentino para los clubes directamente afiliados a la AFA tras descender de la Primera B en 2024.

## Uniforme
- Uniforme titular: Camiseta roja con vivos blancos, pantalón rojo, medias rojas.
- Uniforme alternativo: Camiseta Negra con vivos dorados, pantalón negro, medias negras.

| Titular | Alternativo |  |

### Indumentaria y patrocinador
| Período       | Proveedor       |
| ------------- | --------------- |
| 1980-1990     | Uribarri        |
| 1990-1994     | D-Tap           |
| 1994-1996     | Sportlandia     |
| 1996-1998     | D-Tap           |
| 1998-2000     | Kelme           |
| 2000-2001     | Uhlsport        |
| 2001-2002     | Dana            |
| 2002-2003     | Balonpié        |
| 2003-2004     | Kalong          |
| 2004-2007     | Don Balón       |
| 2007-2009     | Dana            |
| 2009-2010     | Don Balón       |
| 2010-2012     | Diproal         |
| 2012-2013     | For Export      |
| 2013-2014     | Dana            |
| 2014-2016     | Il Ossso Sports |
| 2016-2019     | Vi Sports       |
| 2019-presente | Meglio          |

| Período       | Patrocinador                                             |
| ------------- | -------------------------------------------------------- |
| 1980-1990     | Quesería Minopan                                         |
| 1990-1992     | D-Tap                                                    |
| 1992-1994     | Confitería Megaos                                        |
| 1994-1995     | Video Cable Cañuelas                                     |
| 1995-1996     | Sportlandia                                              |
| 1996-1998     | Super Acuariú                                            |
| 1998-2000     | Ivess                                                    |
| 2000-2002     | Bizcochos 9 de Oro                                       |
| 2002-2003     | Kongo                                                    |
| 2003-2004     | Vacunar                                                  |
| 2004-2005     | Bizcochos 9 de Oro                                       |
| 2005-2006     | Extra Gas                                                |
| 2006-2007     | Don Satur                                                |
| 2007-2009     | TVW Wheels Mangels Extra Gas                             |
| 2009-2010     | Hueney                                                   |
| 2010-2014     | Municipalidad de Cañuelas                                |
| 2014-2016     | Extra Gas Municipalidad de Cañuelas                      |
| 2016-2017     | Extra Gas Productos Pozo                                 |
| 2017-2018     | Extra Gas Municipalidad de Cañuelas                      |
| 2018-2019     | Extra Gas Productos Pozo                                 |
| 2020-2021     | Extra Gas Don Satur Productos Pozo                       |
| 2021          | Productos Pozo Zoe Capital Don Satur                     |
| 2022          | Cañuelas Bicentenario Productos Pozo                     |
| 2023          | Municipalidad de Cañuelas Productos Pozo Cantera Tina    |
| 2024-presente | Municipalidad de Cañuelas Grasetto Fiambres Cantera Tina |

## Estadio
Cañuelas inauguró su primer estadio en 1931 y lo utilizó en torneos AFA desde el momento en el que se afilió a la institución, en el año 1975. El mismo estaba ubicado en la intersección de las calles Larrea y Del Carmen y era conocido coloquialmente como El Cajón, ya que el terreno era un antiguo cementerio. Hoy allí se encuentra ubicado el campo de deportes del club.
Actualmente el estadio se encuentra en la intersección de las calles Uruguay y San Juan. Lleva el nombre de Jorge Alfredo Arín, en honor a un expresidente del club que consiguió las terrenos donde posteriormente sería construido y además fue quien logró afiliar al club a la Asociación del Fútbol Argentino y así disputar los torneos que organiza esta entidad. Fue inaugurado el 14 de septiembre de 1996 en un encuentro correspondiente a la Primera C 1996-97 ante Ituzaingó. Posee capacidad para 1500 personas.

## Rivalidades
Luego de 39 años habrá clásico de fútbol entre Cañuelas y Juventud. En septiembre se reeditará el antiguo clásico de primera división entre Cañuelas FC y Juventud Unida.Infocañuelas, 23 de agosto, 2021.

El clásico rival de Cañuelas es el Club Juventud Unida (Cañuelas). También rivaliza con San Martín de Burzaco.

## Datos del club
- Temporadas en Primera División: 0
- Temporadas en Primera Nacional: 0
- Temporadas en Primera B: 4 (2021-2024)
- Temporadas en Primera C: 20 (1996/97-2008/09, 2015-2020, 2025)
- Temporadas en Primera D: 27 (1975-1995/96, 2009/10-2014).

## Palmarés

### Torneos nacionales
- Primera C (1): 2020

### Otros logros
- Ascenso a Primera C (1): 1995-96
- Ascenso a Primera C tras ganar la Zona A (1): 2014